# ネイザン・シンカラ
ネイザン・シンカラ（Nathan Sinkala、1990年11月22日 - ）は、ザンビアのサッカー選手。ザンビア代表。ポジションはDFもしくはMF。

## クラブ歴
チンゴラで生まれ、2008年にグリーン・バッファローズFCで選手となった。2009年にはイスラエルのハポエル・キリヤット・シュモナFCにレンタル移籍し、リザーブチームで出場した。同年、グリーン・バッファローズFCではリーグ戦で3得点、翌2010シーズンは2得点を挙げた。同年、クラブでチャリティーシールドを制した。
ザンビア代表の一員としてアフリカネイションズカップ2012に出場した事が契機となり、TPマゼンベに3年契約で移籍。
2014年1月8日にはリーグ・アンのFCソショーにレンタル移籍。レンタル移籍後もソショーへの残留を希望したが、叶わなかった。同年7月7日にはスイス・スーパーリーグのグラスホッパー・クラブ・チューリッヒにレンタル移籍。2015年2月に同クラブで負傷したため、レンタルが打ち切りとなりマゼンベに復帰した。

## 代表歴
2011年にザンビア代表初出場、アフリカネイションズカップ2012に参加し同杯を制した。その後アフリカネイションズカップ2013にも参加した。
2013年10月には代表招集に関してマゼンベ側が彼とレインフォード・カラバ、ストフィラ・スンズの計3人を負傷を理由に招集を拒否した。この行動にザンビアサッカー協会が激怒、ザンビア政府も介入し彼らはルサカで旅券を没収された。その後、旅券は返還されたが、彼らはブラジル代表との親善試合の地である北京市に向かう事はなかった。
2014年12月にはアフリカネイションズカップ2015のメンバーに選ばれたものの、開幕戦で負傷した。

## 個人
父のモファト・シンカラもサッカー選手であった。また兄のアンドリュー・シンカラもザンビア代表のサッカー選手である。